# Дубл
Дубл (франц. double)  је филмски поступак када је једном или више пута поновљен филмски или звучни запис неког кадра, звучног ефекта или реплике. Најчешће се примењује у играном филму, услед грешака у игри глумаца, снимању слике или звука, или услед неких непредвиђених околности. Дубл се реализује и на захтев редитеља, ради ширег избора снимљеног материјала у монтажи, што у том случају подразумева и одговарајући извор дублова.